# Duo Ouro Negro
Duo Ouro Negro era un grup musical de kwela format per Raul Indipwo i Milo MacMahon, format en 1959. Inicialment fou un trio, però quan marxà Jose Alves Monteiro esdevingueren un duo.

## Història
Raul and Milo es coneixien des de la infància a Benguela. Inicialment s'anomenaren The Black Gold i centraren el seu estil en el folklore angolès. Després d'algunes actuacions a Luanda aconseguiren actuar a Lisboa, per mitjà de l'empreari Ribeiro Braga. Van tenir cert ressò a Lisboa i a Estoril i van gravar el seu primer disc en 1959, amb la col·laboració del brasiler Sivuca i el seu conjunto. El tercer disc, acompanyats per Joaquim Luís Gomes, fou gravat en 1961. Aquest any tornen a Angola, on José Alves Monteiro abandona el grup i canvien el nom per Duo Ouro Negro. Esdevingueren famosos al seu país des de 1964, amb versions de Beatles ("Agora Vou Ser Feliz") i Charles Aznavour ("La Mamma"). Des de 1965 van posar de moda la kwela i van actuar a Suïssa, França, Finlàndia, Suècia, Dinamarca, Espanya i Portugal. En 1969 participaren en el Festival RTP da Canção amb Tenho Amor Para Amar, que va quedar segona. Tornarien a participar en 1974 amb Bailia dos Trovadores.
En la dècada de 1970, el duo va fer actuacions als Estats Units, Austràlia i França. Milo va morir l'abril de 1985, i va acabar amb la carrera del duo. Raul Indipwo continuaria la seva carrera en solitari amb el sobrenom Raul Ouro Negro fins a la seva mort el 2006.